# Variovorax dokdonensis
Variovorax dokdonensis es una bacteria gramnegativa del género Variovorax. Fue descrita en el año 2006. Su etimología hace referencia a la isla Dokdo, en Corea del Sur. Es aerobia y móvil por flagelación perítrica. Tiene un tamaño de 0,3-0,5 μm de ancho por 0,7-2,8 μm de largo. Forma colonias circulares, convexas, lisas y de color amarillo pálido en agar TSA tras 3 días de incubación. Temperatura de crecimiento entre 10-40 °C, óptima de 30 °C. Se ha aislado de una muestra de suelo en la isla Dokdo, Corea del Sur. 